# Campeonato Uruguayo de Primera División 1932
El Campeonato Uruguayo 1932 constituyó el 29.º torneo de Primera División del fútbol uruguayo organizado por la AUF.
Este fue el primer torneo de la era profesional del fútbol uruguayo, luego de que la Asamblea General de la Asociación Uruguaya de Football formara la Liga Profesional el 29 de abril de 1932, compuesta por los 11 de los 12 equipos remanentes de la Primera División de 1931. La excepción fue Misiones, el cual pasó a militar la Liga Uruguaya de Football Amateur. La cantidad de equipos descendió a 10, luego de que el 11 de mayo, Capurro y Olimpia se fusionaran para formar el Club Atlético River Plate.
El torneo dio inicio el domingo 22 de mayo de 1932, con 3 partidos simultáneos: Wanderers-Racing en Belvedere, Bella Vista-Defensor en el Nasazzi (que ya se llamaba así, y el propio José Nasazzi aún vestía la camiseta de Bella Vista) y Peñarol-River Plate en el Estadio Centenario. El primer gol de la historia del fútbol profesional lo marcó Miguel Barceló de Defensor, a los 8 minutos de juego.
Nacional y Peñarol disputaron todos sus partidos en el Estadio Centenario, ya sea como locales o como visitantes. En esta temporada se inició la tradición histórica de que ambos equipos disputen sus partidos en días distintos: sábado y domingo, alternándose en cada fin de semana. En 1932 los resultados de los partidos aún podían ser protestados y modificados en los tribunales de la Asociación. 
El torneo consistió en un campeonato a tres rondas de todos contra todos (disputando la tercera ronda en cancha neutral) coronando campeón al equipo que logre más puntos, consagrándose el Club Atlético Peñarol por décima vez en su historia. No había descensos, ya que la era una Liga cerrada a clubes profesionales. 

## Equipos participantes

### Relevos temporada anterior
| Club     | Descartado como                                     |
| -------- | --------------------------------------------------- |
| Misiones | No aceptado como club profesional                   |
| Olimpia  | Se fusionaron formando el Club Atlético River Plate |
| Capurro  | Se fusionaron formando el Club Atlético River Plate |

### Datos de los equipos
| Club                 | Ciudad     | Estadio            | Capacidad | Fundación                | Temporadas | Temporadas Consecutivas | Títulos | 1931 |
| -------------------- | ---------- | ------------------ | --------- | ------------------------ | ---------- | ----------------------- | ------- | ---- |
| Bella Vista          | Montevideo | Nasazzi            | ?         | 4 de octubre de 1920     | 6          | 6                       | -       | 9°   |
| Central              | Montevideo |                    |           | 5 de enero de 1905       | 17         | 2                       | -       | 5°   |
| Defensor             | Montevideo | Parque Rodó        |           | 15 de marzo de 1913      | 7          | 4                       | -       | 7°   |
| Nacional             | Montevideo | Estadio Centenario | 89.000    | 14 de mayo de 1899       | 27         | 27                      | 11      | 2°   |
| Peñarol              | Montevideo | Estadio Centenario | 89.000    | 28 de septiembre de 1891 | 26         | 4                       | 9       | 4°   |
| Racing               | Montevideo |                    |           | 6 de abril de 1919       | 4          | 1                       | -       | 10°  |
| Rampla Juniors       | Montevideo | Parque Nelson      | ?         | 7 de enero de 1914       | 7          | 7                       | 1       | 3°   |
| River Plate          | Montevideo | Olimpia Park       |           | 11 de mayo de 1932       | -          | -                       | -       | -    |
| Sud América          | Montevideo |                    |           | 15 de febrero de 1914    | 4          | 4                       | -       | 8°   |
| Montevideo Wanderers | Montevideo | Estadio Belvedere  | ?         | 15 de agosto de 1902     | 25         | 25                      | 3       | 1°   |

Notas: Los datos estadísticos corresponden a los campeonatos uruguayos oficiales. Las fechas de fundación son las declaradas por cada club. La columna «Estadio» refleja el estadio donde el equipo más veces juega de local, pero no indica que sea su propietario. Véase también: Estadios de fútbol de Uruguay.

## Campeonato

### Tabla de posiciones
| Pos. | Equipo               | PJ | PG | PE | PP | GF | GC | Dif. | Pts. |
| ---- | -------------------- | -- | -- | -- | -- | -- | -- | ---- | ---- |
| 1º   | Peñarol              | 27 | 17 | 6  | 4  | 54 | 26 | +28  | 40   |
| 2º   | Rampla Juniors       | 27 | 14 | 7  | 6  | 62 | 32 | +30  | 35   |
| 3º   | Nacional             | 27 | 13 | 6  | 8  | 49 | 34 | +15  | 32   |
| 4º   | Defensor             | 27 | 12 | 7  | 8  | 51 | 41 | +10  | 31   |
| 5º   | Montevideo Wanderers | 27 | 12 | 6  | 9  | 33 | 31 | +2   | 30   |
| 6º   | River Plate          | 27 | 12 | 3  | 12 | 37 | 42 | -5   | 27   |
| 7º   | Central              | 27 | 9  | 6  | 12 | 33 | 46 | -13  | 24   |
| 8º   | Bella Vista          | 27 | 8  | 7  | 12 | 30 | 35 | -5   | 23   |
| 9º   | Sud América          | 27 | 7  | 6  | 14 | 28 | 46 | -18  | 20   |
| 10º  | Racing               | 27 | 2  | 4  | 21 | 17 | 60 | -43  | 8    |

### Fixture
| Peñarol              | 1-1 | River Plate    |
| Montevideo Wanderers | 3-0 | Racing         |
| Defensor             | 2-1 | Bella Vista    |
| Nacional             | 2-0 | Sud América    |
| Central              | 1-0 | Rampla Juniors |

| Nacional             | 3-3 | River Plate |
| Montevideo Wanderers | 1-1 | Central     |
| Peñarol              | 4-0 | Sud América |
| Rampla Juniors       | 3-1 | Bella Vista |
| Defensor             | 6-0 | Racing      |

| Montevideo Wanderers | 2-0 | Sud América    |
| Racing               | 3-0 | Nacional       |
| River Plate          | 3-1 | Bella Vista    |
| Defensor             | 2-2 | Rampla Juniors |
| Peñarol              | 2-1 | Central        |

| Peñarol     | 1-1 | Rampla Juniors       |
| Defensor    | 3-0 | River Plate          |
| Bella Vista | 2-1 | Racing               |
| Nacional    | 3-1 | Montevideo Wanderers |
| Central     | 1-0 | Sud América          |

| Nacional       | 4-2 | Central              |
| Rampla Juniors | 7-0 | Sud América          |
| Peñarol        | 2-0 | Bella Vista          |
| River Plate    | 4-3 | Racing               |
| Defensor       | 2-1 | Montevideo Wanderers |

| Peñarol              | 4-1 | Racing         |
| Bella Vista          | 1-1 | Sud América    |
| Nacional             | 1-1 | Defensor       |
| Montevideo Wanderers | 0-0 | Rampla Juniors |
| River Plate          | 2-0 | Central        |

| Peñarol        | 3-2 | Montevideo Wanderers |
| Central        | 2-0 | Defensor             |
| Rampla Juniors | 2-1 | Racing               |
| Nacional       | 3-0 | Bella Vista          |
| River Plate    | 2-1 | Sud América          |

| Peñarol        | 6-2 | Defensor             |
| River Plate    | 1-0 | Montevideo Wanderers |
| Sud América    | 3-0 | Racing               |
| Central        | 2-2 | Bella Vista          |
| Rampla Juniors | 2-1 | Nacional             |

| River Plate | 0-4 | Rampla Juniors       |
| Peñarol     | 2-0 | Nacional             |
| Central     | 0-0 | Racing               |
| Defensor    | 1-0 | Sud América          |
| Bella Vista | 4-1 | Montevideo Wanderers |

| Peñarol              | 3-1 | River Plate |
| Montevideo Wanderers | 0-0 | Racing      |
| Defensor             | 1-1 | Bella Vista |
| Nacional             | 5-4 | Sud América |
| Rampla Juniors       | 4-0 | Central     |

| Nacional             | 2-0 | River Plate |
| Montevideo Wanderers | 2-1 | Central     |
| Peñarol              | 0-0 | Sud América |
| Rampla Juniors       | 2-1 | Bella Vista |
| Racing               | 2-1 | Defensor    |

| Montevideo Wanderers | 2-1 | Sud América |
| Nacional             | 6-0 | Racing      |
| River Plate          | 1-0 | Bella Vista |
| Rampla Juniors       | 6-2 | Defensor    |
| Peñarol              | 1-1 | Central     |

| Peñarol              | 1-0 | Rampla Juniors |
| Defensor             | 2-1 | River Plate    |
| Bella Vista          | 2-0 | Racing         |
| Montevideo Wanderers | 1-0 | Nacional       |
| Sud América          | 2-1 | Central        |

| Central        | 1-0 | Nacional             |
| Rampla Juniors | 3-3 | Sud América          |
| Bella Vista    | 2-0 | Peñarol              |
| River Plate    | 2-1 | Racing               |
| Defensor       | 3-1 | Montevideo Wanderers |

| Peñarol              | 1-0 | Racing         |
| Sud América          | 1-0 | Bella Vista    |
| Nacional             | 0-0 | Defensor       |
| Montevideo Wanderers | 2-1 | Rampla Juniors |
| River Plate          | 1-0 | Central        |

| Peñarol        | 2-1 | Montevideo Wanderers |
| Defensor       | 6-0 | Central              |
| Rampla Juniors | 3-0 | Racing               |
| Nacional       | 0-0 | Bella Vista          |
| River Plate    | 1-0 | Sud América          |

| Defensor             | 2-1 | Peñarol     |
| Montevideo Wanderers | 1-0 | River Plate |
| Sud América          | 2-0 | Racing      |
| Central              | 1-0 | Bella Vista |
| Rampla Juniors       | 3-2 | Nacional    |

| Rampla Juniors | 3-0 | River Plate          |
| Peñarol        | 2-0 | Nacional             |
| Central        | 1-1 | Racing               |
| Defensor       | 1-1 | Sud América          |
| Bella Vista    | 1-1 | Montevideo Wanderers |

| Peñarol              | 3-1 | River Plate    |
| Montevideo Wanderers | 1-0 | Racing         |
| Bella Vista          | 3-1 | Defensor       |
| Nacional             | 2-0 | Sud América    |
| Central              | 2-0 | Rampla Juniors |

| Nacional             | 2-1 | River Plate    |
| Montevideo Wanderers | 3-0 | Central        |
| Sud América          | 1-0 | Peñarol        |
| Bella Vista          | 1-0 | Rampla Juniors |
| Defensor             | 1-0 | Racing         |

| Montevideo Wanderers | 2-1 | Sud América |
| Nacional             | 3-2 | Racing      |
| River Plate          | 2-1 | Bella Vista |
| Rampla Juniors       | 3-2 | Defensor    |
| Peñarol              | 3-2 | Central     |

| Peñarol     | 3-3 | Rampla Juniors       |
| Defensor    | 1-0 | River Plate          |
| Bella Vista | 2-0 | Racing               |
| Nacional    | 1-1 | Montevideo Wanderers |
| Central     | 2-0 | Sud América          |

| Nacional       | 5-2 | Central              |
| Rampla Juniors | 3-3 | Sud América          |
| Peñarol        | 2-0 | Bella Vista          |
| River Plate    | 4-0 | Racing               |
| Defensor       | 0-0 | Montevideo Wanderers |

| Peñarol        | 2-0 | Racing               |
| Bella Vista    | 1-1 | Sud América          |
| Nacional       | 3-1 | Defensor             |
| Rampla Juniors | 4-1 | Montevideo Wanderers |
| River Plate    | 2-1 | Central              |

| Montevideo Wanderers | 1-0 | Peñarol     |
| Central              | 2-1 | Defensor    |
| Rampla Juniors       | 5-0 | Racing      |
| Nacional             | 1-0 | Bella Vista |
| Sud América          | 2-1 | River Plate |

| Peñarol              | 3-3 | Defensor    |
| Montevideo Wanderers | 2-1 | River Plate |
| Sud América          | 0-0 | Racing      |
| Central              | 2-2 | Bella Vista |
| Rampla Juniors       | 0-0 | Nacional    |

| River Plate | 2-2 | Rampla Juniors       |
| Peñarol     | 2-0 | Nacional             |
| Central     | 3-2 | Racing               |
| Defensor    | 3-1 | Sud América          |
| Bella Vista | 1-0 | Montevideo Wanderers |

|                                                   |
| Uruguay                                           |
| Campeón Uruguayo 1932 Peñarol 10.mo título de AUF |